# Laura Devetach
Laura Devetach   (Reconquista, 10 de novembre de 1936) és una escriptora, poeta, narradora i docent argentina, especialitzada en literatura infantil. També ha escrit obres teatrals i llibrets per a ràdio i televisió.

## Biografia
Llicenciada en Lletres Modernes, ha exercit la docència en l'àmbit escolar i universitari. Ha estat, juntament amb escriptors argentins com Maria Elena Walsh, Graciela Montes, Ema Wolf, Ricardo Mariño o Elsa Bornemann, precursora de la literatura infantil com a literatura en si mateixa, més enllà de ser material educatiu. Els seus llibres van estar prohibits durant la dictadura militar que va governar el país entre 1976 i 1983. Va publicar nombrosos títols per a nens i adults en els gèneres poesia, narrativa, teatre i reflexions teòriques. Part d'aquesta obra va ser publicada a altres països. Va crear i dirigir col·leccions de llibres per a nens i va coordinar durant més de deu anys un taller laboratori sobre processos creatius en relació amb la lectura i l'escriptura. Va exercir el periodisme i col·labora en publicacions especialitzades.
Va publicar més de noranta obres, la majoria infantils, hi ha assajos, llibres de poesia i contes que apunten a un públic adult. Aquests llibres van acompanyar i van formar diverses generacions de lectors, des del 1965. Molts d'ells encara avui continuen sent. asdf dsaf dsa
Va rebre nombrosos premis i reconeixements nacionals i internacionals, entre ells un Doctorat honoris causa de la Universitat Nacional de Còrdova, el premi Octogonal del Centre Internacional d'estudis de la Joventut, situat a París, la Llista d'honor de la IBBY, el Premi Konex 2004 a la disciplina Literatura Infantil i el Premi Iberoamericà SM de literatura infantil i juvenil. Es va fer creditora així mateix del premi Casa de las Américas pel seu llibre Monigote a la sorra; i del Fons Nacional de les Arts per La torre de cubos i Para que sepan de mi. asdf dsaf asd
Va estar casada amb el també escriptor dedicat al gènere infantil Gustavo Roldán (mort el 2012) i van escriure diversos llibres junts. Van tenir dos fills, Laura, també escriptora, i Gustavo, que és dibuixant, i va il·lustrar algunes de les seves obres.